# Іллеана Дуглас
Іллеана Дуглас (Іліана МФА: [ɪliːɑːnə], англ. Illeana Douglas, при народженні Еллеана Гессельберг (англ. Illeana Hesselberg); нар. 25 липня 1961) — американська актриса, режисерка, сценаристка та продюсерка.

## Життя та кар'єра
Іллеана Дуглас — онука актора Мелвіна Дугласа. Вона дебютувала в 1987 році невеликою роллю у фільмі з Шеллі Лонг «Знову привіт» і в наступні роки зіграла понад дев'яносто ролей на екрані.
Дуглас, мабуть, найбільш відома за роллю в трилері режисера Мартіна Скорсезе « Мис Страху» 1991 року. Вона знялася в чотирьох фільмах Скорсезе, включаючи головну роль в «Утіха серця мого» (1996) і другорядні в « Померти заради» (1995), яка принесла їй номінацію на премію « Сатурн» та " Світ примар " (2001). На телебаченні вона з'явилася в серіалі « Клієнт завжди мертвий», за що була номінована на премію «Еммі» в 2002 році. Вона також з'являлася в серіалах « Дурнушка» та «Антураж».

## Особисте життя
З 1989 по 1997 рік Дуглас мала стосунки з режисером Мартіном Скорсезе.
16 травня 1998 року вона вийшла заміж за продюсера і письменника Джонатана Аксельрода, пасинка продюсера Джорджа Аксельрода; вони розлучилися в 2001 році. Дуглас сказала, що період після її розлучення був важким як емоційно, так і фінансово, і що вона переїхала з Лос-Анджелеса в район Нью-Йорка, де відвідувала уроки у своїй колишній школі Neighborhood Playhouse і працювала в театрі. Вона також почала писати та режисерувати.
Дуглас вегетаріанка. Її назвали на честь румунської принцеси Ілеани.

## Вибрана фільмографія
- 1988 — Остання спокуса Христа / The Last Temptation Of Christ
- 1989 — Нью-Йоркські історії / New York Stories
- 1990 — Славні хлопці / Goodfellas
- 1991 — Винен за підозрою / Guilty by Suspicion
- 1991 — Мис Страху / Cape Fear
- 1993 — Живі / Alive
- 1994 — Телевікторина / Quiz Show
- 1995 — Знайти та ліквідувати / Search and Destroy
- 1995 — Померти заради / To Die For
- 1997 — Хрещена мати / Bella Mafia
- 1997 — Портрет досконалості / Picture Perfect
- 1999 — Відлуння луна / Stir of Echoes
- 1999 — Послання у пляшці / Message in a Bottle
- 1999 — Хресний Ланські / Lansky
- 2000 — Найкращий друг / The Next Best Thing
- 2001 — Світ привидів / Ghost World
- 2002 — Крутий хлопець / The New Guy
- 2002 — Пригоди Плуто Неша / The Adventures of Pluto Nash
- 2005 — Таємниці заблукали душ / Stories of Lost Souls
- 2006 — Я спокусила Енді Воргола / Factory Girl
- 2007 — Сховай це подалі / The Year of Getting to Know Us
- 2008 — Закон і порядок: Злочинні наміри /  Law & Order: Criminal Intent
- 2010—2011 — Антураж / Entourage
- 2013 — До смерті красива / Drop Dead Diva
- 2013 — CSI: Місце злочину / CSI: Crime Scene Investigation
- 2013 — Анатомія Грей / Grey's Anatomy
- 2015 — Повернути відправнику / Return to Sender
- 2016 — Американська сімейка / Modern Family
- 2019 — Сімпсони / The Simpsons (1 епізод)
- 2019 — Голіят / Goliath (7 епізодів)
- 2019 — All Rise (Беатрікс Райкрофт, 1 епізод)
- 2020—2021 — Пронизливий / Shrill (Шейла, 3 епізоди)
- 2022 — Search Party (Аннабель, 1 епізод)
- 2022 — Дише один поцілунок / Just One Kiss (Марлен Шварц-Рів'єра, телефільм)
- 2023 — Made for Each Other (Доріс, телефільм)
- 2023 — Гидота / Abomination (Мерґа)